# Sistema bancário paralelo
Sistema bancário paralelo, também conhecido como shadow banking e sistema bancário sombra, é um sistema financeiro informal, não regulamentada que fornece uma importante fonte de crédito para quem não têm acesso a canais de financiamento normais ou que não são elegíveis para empréstimos em bancos do sistema financeiro formal.
O termo "sistema bancário paralelo" tem sido atribuída a 2007 em comentários do economista Paul McCulley para descrever um grande segmento de intermediação financeira, que é conduzido fora dos balanços dos bancos comerciais regulados e outras instituições depositárias. Bancos-sombra são definidos como intermediários financeiros que realizam funções de banca "sem acesso à liquidez do banco central ou garantias de crédito do setor público."
Este mercado também prospera no ambiente financeiro de baixas taxas de juros nos grandes países industrializados, que leva os investidores a buscar rendimentos mais elevados.

## História
O conceito de crescimento do crédito por instituições não regulamentadas, embora não utilizando o termo "sistema bancário paralelo", data pelo menos de 1935, quando Friedrich Hayek afirmou em sua obra Price and Production:
Não há dúvida de que, além dos tipos comuns circulante, como moeda, notas e depósitos bancários, que são geralmente reconhecidos como dinheiro ou moeda, e a quantidade dos quais é regulada por alguma autoridade central ou pelo menos pode ser imaginada como tal, existem ainda outras formas de meio de troca que ocasionalmente ou permanentemente fazem o serviço de dinheiro  ....
A peculiaridade característica dessas formas de crédito é que elas surgem sem estar sujeitas a nenhum controle central, mas uma vez que tenham surgido, sua conversibilidade em outras formas de dinheiro deve ser possível para evitar um colapso do crédito.— Friedrich Hayek - PRICES AND PRODUCTION